# Balonmano Remudas

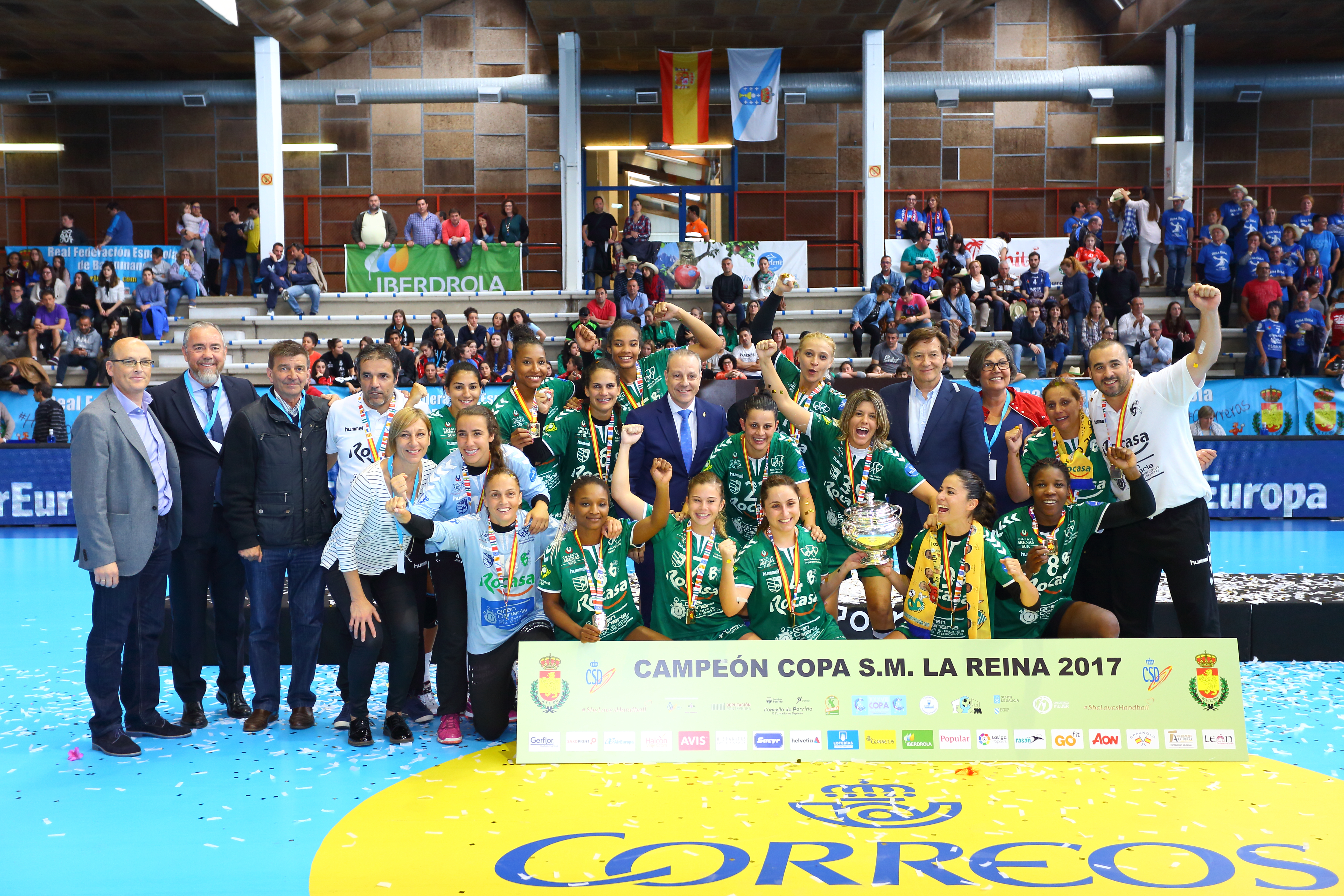
Les joueuses célèbrent leur victoire lors de la coupe de la Reine en 2017.

Le Balonmano Remudas ou Balonmano Rocasa Gran Canaria selon son sponsor, est un club espagnol de handball basé à Telde, dans la province de Las Palmas de Gran Canaria, fondé en 1978. Depuis 1987, il évolue au plus haut niveau national, la Liga Honor.

## Palmarès
compétitions internationales
- vainqueur de la coupe européenne (C4)
  - vainqueur en 2016, 2019 et 2022
  - finaliste en 2018

compétitions nationales
- Championnat d'Espagne
  - vainqueur en 2019
  - deuxième en 2014, 2015 et 2016
- Coupe de la Reine
  - vainqueur en 2015 et 2017
  - finaliste en 2013 et 2014
- Supercoupe d'Espagne
  - vainqueuren 2019 et 2019
  - finaliste en 2013, 2014 et 2015

## Joueuses historiques
Parmi les joueuses ayant évolué au club, on trouve :
- Trine Haltvik : de 1999 à 2000
- Lina Krhlikar : de 2009 à 2011
- Marta Mangué : de 2000 à 2002
- Åsa Mogensen : de 2001 à 2002
- Silvia Navarro : de 2013 à 2024
- María Núñez : de 2005 à 2006
- Ana Paula Rodrigues : depuis 2024